# Ryan Poehling
Ryan Poehling (né le 3 janvier 1999 à Lakeville, dans l'État du Minnesota aux États-Unis) est un joueur américain de hockey sur glace. Il évolue à la position de centre.

## Biographie
Ryan Poehling est choisi par les Canadiens de Montréal en 25e position du repêchage d'entrée dans la LNH 2017. Il fait ses débuts dans la Ligue nationale de hockey avec les Canadiens le 6 avril 2019, match au cours duquel il réussit un tour du chapeau et le tir de barrage vainqueur de son équipe. Il s'agit du premier joueur des Canadiens à réaliser un tour du chapeau à son premier match depuis Alex Smart en 1943.
Le 16 juillet 2022, il est échangé aux Penguins de Pittsburgh avec Jeff Petry en retour de Mike Matheson et d'un choix de 4e ronde en 2023.

### Carrière internationale
Il représente l'équipe des États-Unis au Championnat du monde moins de 18 ans en 2017, puis au Championnat du monde junior en sélections jeunes en 2018 et en 2019.

## Statistiques

### En club
| Saison     | Équipe                     | Ligue      |     | Saison régulière | Saison régulière | Saison régulière | Saison régulière | Saison régulière |   | Séries éliminatoires | Séries éliminatoires | Séries éliminatoires | Séries éliminatoires | Séries éliminatoires |
| Saison     | Équipe                     | Ligue      | PJ  | B                | A                | Pts              | Pun              | PJ               | B | A                    | Pts                  | Pun                  |                      |                      |
| 2015-2016  | Lakeville North High       | USHS       | 25  | 20               | 34               | 54               | 10               | 3                | 1 | 7                    | 8                    | 2                    |                      |                      |
| 2015-2016  | Stars de Lincoln           | USHL       | 9   | 2                | 2                | 4                | 0                | -                | - | -                    | -                    | -                    |                      |                      |
| 2016-2017  | Huskies de St. Cloud State | NCAA       | 35  | 7                | 6                | 13               | 12               | -                | - | -                    | -                    | -                    |                      |                      |
| 2017-2018  | Huskies de St. Cloud State | NCAA       | 36  | 14               | 17               | 31               | 30               | -                | - | -                    | -                    | -                    |                      |                      |
| 2018-2019  | Huskies de St. Cloud State | NCAA       | 36  | 8                | 23               | 31               | 34               | -                | - | -                    | -                    | -                    |                      |                      |
| 2018-2019  | Canadiens de Montréal      | LNH        | 1   | 3                | 0                | 3                | 0                | -                | - | -                    | -                    | -                    |                      |                      |
| 2019-2020  | Canadiens de Montréal      | LNH        | 27  | 1                | 1                | 2                | 4                | -                | - | -                    | -                    | -                    |                      |                      |
| 2019-2020  | Rocket de Laval            | LAH        | 36  | 5                | 8                | 13               | 6                | -                | - | -                    | -                    | -                    |                      |                      |
| 2020-2021  | Rocket de Laval            | LAH        | 28  | 11               | 14               | 25               | 2                | -                | - | -                    | -                    | -                    |                      |                      |
| 2021-2022  | Rocket de Laval            | LAH        | 7   | 3                | 3                | 6                | 0                | -                | - | -                    | -                    | -                    |                      |                      |
| 2021-2022  | Canadiens de Montréal      | LNH        | 57  | 9                | 8                | 17               | 6                | -                | - | -                    | -                    | -                    |                      |                      |
| 2022-2023  | Penguins de Pittsburgh     | LNH        | 53  | 7                | 7                | 14               | 8                | -                | - | -                    | -                    | -                    |                      |                      |
| 2023-2024  | Flyers de Philadelphie     | LNH        | 77  | 11               | 17               | 28               | 6                | -                | - | -                    | -                    | -                    |                      |                      |
| Totaux LNH | Totaux LNH                 | Totaux LNH | 215 | 31               | 33               | 64               | 24               | -                | - | -                    | -                    | -                    |                      |                      |

### En équipe nationale
| Année | Compétition                          |   | PJ | B | A | Pts | Pun                |  | Résultat |
| 2016  | Ivan Hlinka -18 ans                  | 4 | 4  | 2 | 6 | 6   | Médaille d'argent  |  |          |
| 2017  | Championnat du monde moins de 18 ans | 7 | 3  | 2 | 5 | 6   | Médaille d'or      |  |          |
| 2018  | Championnat du monde junior          | 7 | 1  | 2 | 3 | 0   | Médaille de bronze |  |          |
| 2019  | Championnat du monde junior          | 7 | 5  | 3 | 8 | 2   | Médaille d'argent  |  |          |